# Exomalopsis fulvipennis
Exomalopsis fulvipennis är en biart som beskrevs av Carlos Schrottky 1910. Exomalopsis fulvipennis ingår i släktet Exomalopsis och familjen långtungebin. Inga underarter finns listade i Catalogue of Life.